# Alexandre Dolinine
Alexandre Dolinine (en russe : Алекса́ндр Алексе́евич Доли́нин ; né le 22 juin 1947 à Leningrad) est un historien de la littérature, spécialiste d'Alexandre Pouchkine, traducteur et critique littéraire.

## Biographie
Alexandre Dolinine est né à Leningrad le 22 juin 1947, en URSS. En 1970 il termine ses études à la faculté de philologie de l'Université d'État de Saint-Pétersbourg. En 1977 il y obtiendra le diplôme de licencié en philologie.
Jusqu'en 1986, il professe à l'Université d'État d'économie de Saint-Pétersbourg, puis de 1988 à 1998 à la Maison Pouchkine.
À partir de 1999, il est professeur à l'Université du Wisconsin à Madison aux États-Unis.
Il est membre du conseil des écrivains de Saint-Pétersbourg et du Pen club.

## Activités littéraires
Il est considéré comme spécialiste de la littérature russe en prose des XIXe et XXe siècles, de la littérature anglaise et américaine et des liens existant entre les littératures russes et américaines. Il écrit sur l'œuvre de Walter Scott, Mark Twain, Rudyard Kipling, William Faulkner, Alexandre Pouchkine, Fiodor Dostoïevski, et prépare et édite les œuvres de Vladimir Nabokov, après avoir traduit les titres en anglais de ce dernier. Il est l'auteur de nombreuses publications scientifiques dans diverses langues, participant à de nombreux symposiums internationaux, lecteur dans diverses universités étrangères.

## Œuvres
- Walter Scott et ses lecteurs, 1988, 315 p.
- La Vraie Vie de Vladimir Sirine, Saint-Pétersbourg, 2004, 400 p.
- Pouchkine et l'Angleterre (série d'articles, 2007, 275 p.

## Récompenses
- 2005 : Nommé au Prix Andreï Biély, nomination à la « Recherche humanitaire », pour son ouvrage La Vrai Vie de l'écrivain Sirine
- 2008 : Lauréat du Prix Efim Etkind, nomination « pour le meilleur ouvrage sur la culture russe » : Pouchkine et l'Angleterre.